# ヒレタゴボウ
ヒレタゴボウ（鰭田牛蒡、学名: Ludwigia decurrens）はアカバナ科チョウジタデ属の植物。別名アメリカミズキンバイともいう。

## 分布と生育環境
熱帯アメリカ原産。日本では1955年（昭和30年）に山本四郎が愛媛県松山市で採取したものが村田源によって1956年（昭和31年）に報告された。その後、高知県や岡山県、千葉県などの水田や池沼の畔などに広がっているのが報告されている。

## 特徴
一年草。草丈は50 - 100センチメートル (cm) で、茎には3 - 4本の稜があり無毛。葉の基部は稜に沿って翼が発達する。葉はほぼ無柄で、やや光沢があり、質は薄い。
花期は夏から秋にかけて。花は鮮やかな黄色の4弁花で、散りやすい。子房下位。花柄は1 - 4ミリメートル (mm) 、花弁の長さは8 - 12 mm。雄蕊は8本で長さは約1 mm、葯は白色。雌蕊は1本で長さ3 mm、柱頭は球状になる。萼は4個で、先が鋭く尖り、果実期まで残る。果実は長さ15 mmほどの長楕円形で、4稜があって断面は四角形。その中には微細な種子が入る。